# Heilig-Kreuz-Kirche (Kaysersberg)

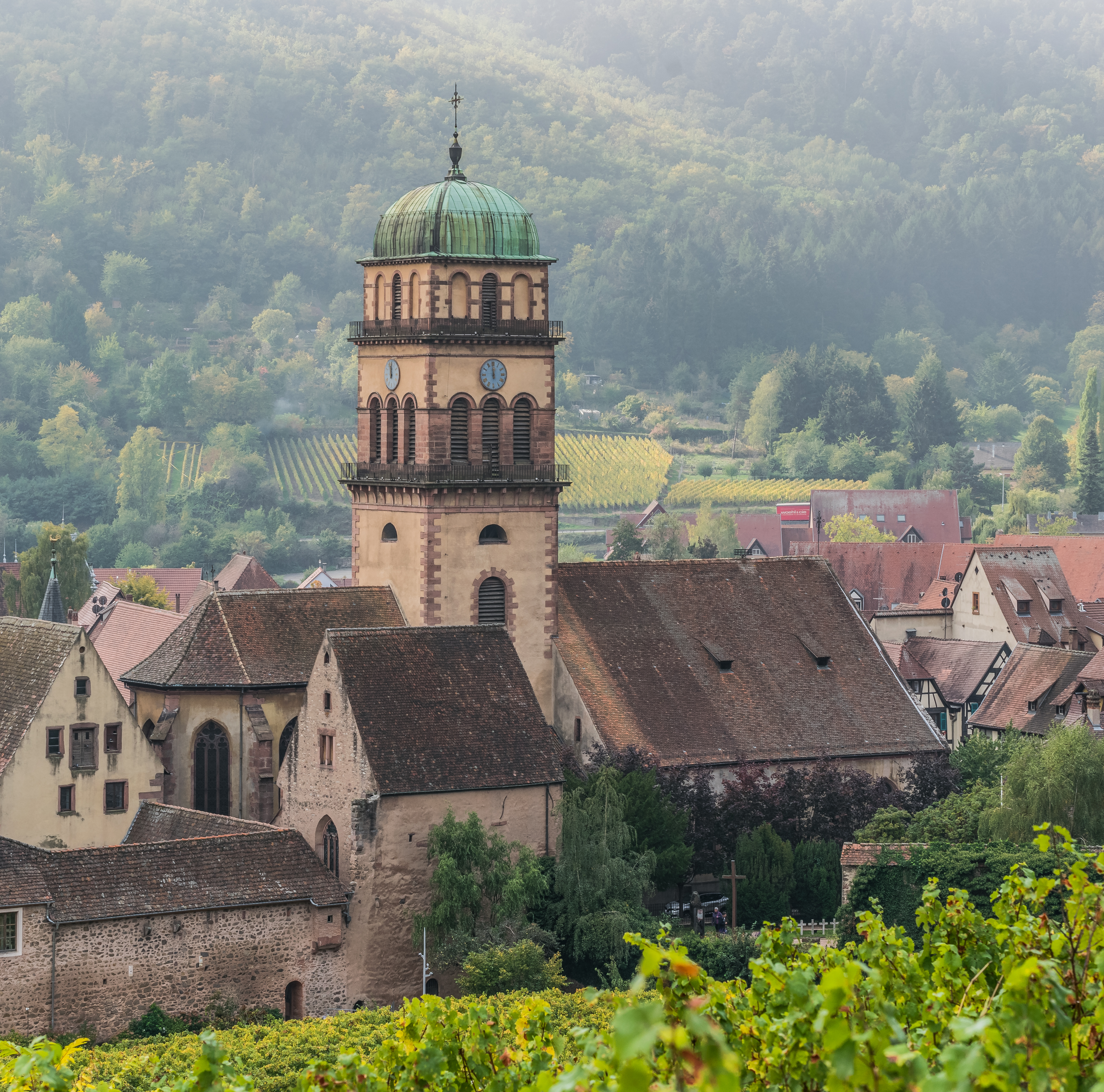
Sainte-Croix

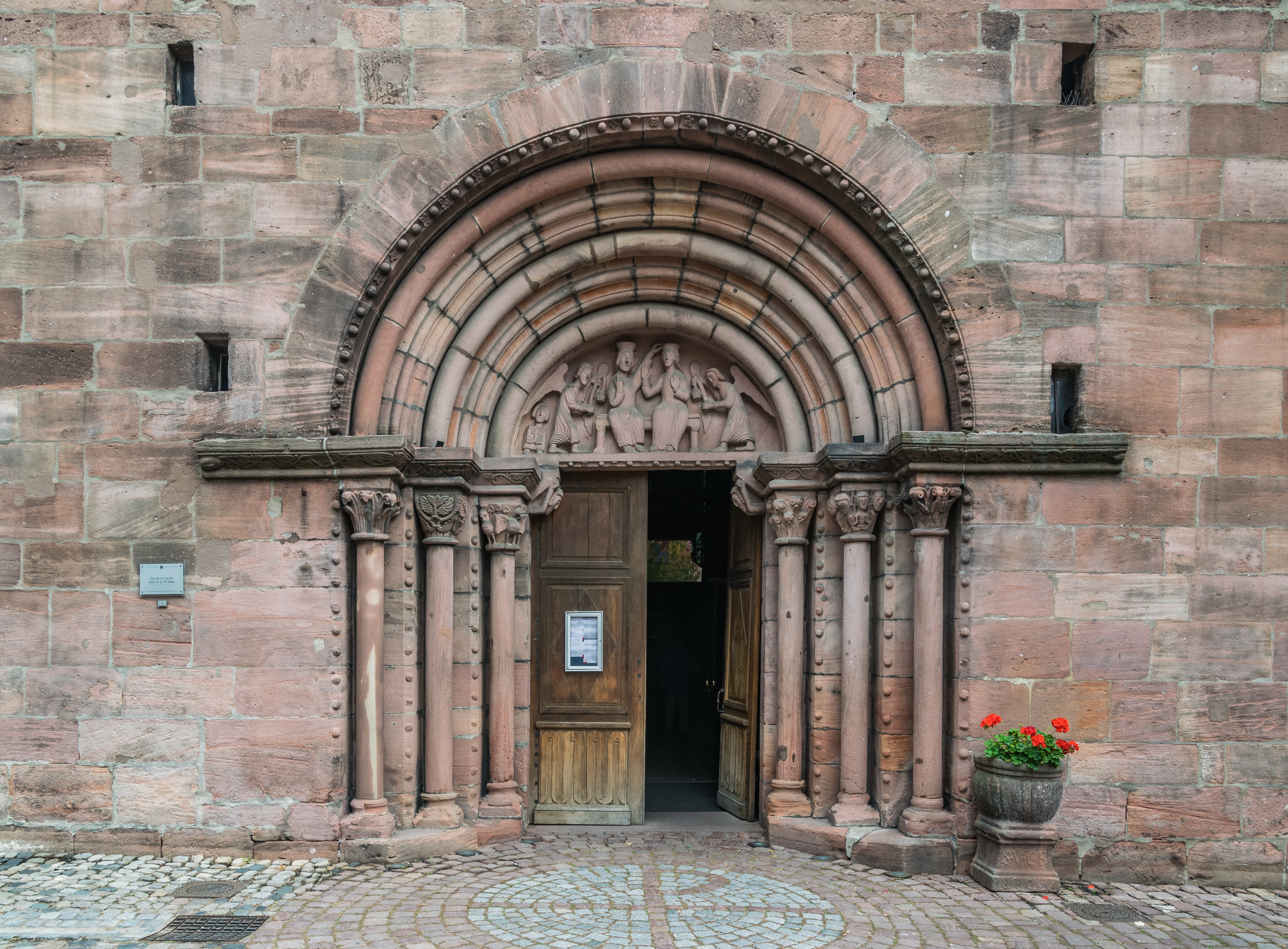
Romanisches Portal

Die Heilig-Kreuz-Kirche (französisch Invention-de-la-Sainte-Croix) ist eine römisch-katholische Kirche in der elsässischen Stadt Kaysersberg. Das Gebäude steht als Monument historique unter Denkmalschutz.

## Geschichte
Ältester Teil der Kirche ist die westliche Giebelseite mit Portal aus dem 12. Jahrhundert. Das Gotteshaus wurde zwischen 1227 und 1230 als dreischiffige Basilika aus rotem Sandstein errichtet. Anfangs war die Kirche noch der Jungfrau Maria geweiht, ab 1401 dann Heilig-Kreuz-Kirche. 1448 wurde das südliche Seitenschiff erweitert und 1522 das nördliche. Der Dachstuhl stammt nach dendrochronologischen Untersuchungen aus dem Jahr 1508. 1788/89 veränderte der Architekt Alexandre Chassain die Neigung des Daches. In den Jahren 1826 bis 1829 bekam die Kirche nach Plänen des Colmarer Architekten Louis Pétin einen hohen neoromanischen Vierungsturm. Mitte des 19. Jahrhunderts restaurierte der Architekt D. Poisat das Kirchengebäude umfassend.

## Architektur
Der heutige Bau ist das Ergebnis ständiger Veränderungen vom 12. bis in das 19. Jahrhundert. Das Portal stammt aus dem letzten Viertel des 12. Jahrhunderts und wurde noch in romanischer Tradition geschaffen. Die Kanten des Gewändes sind abgefast und mit Kugeln verziert. In den jeweils dreifachen Rücksprüngen stehen Rundsäulen, deren Kapitelle Tiere und Masken zeigen. Das Tympanon im Rundbogenfeld zeigt eine Marienkrönung und wird von Maskenkonsolen getragen. Über dem Portal steht eine Figur der hl. Helena (1889) mit einem Kreuz in einer spitzbogigen Nische unter einem gotischen Baldachin.
Sainte-Croix wurde im 13. Jahrhundert als dreischiffige Basilika aus rotem Sandstein errichtet. An das Langhaus mit drei Jochen schließt sich ein schwach ausgebildetes Querhaus und ein Chor mit dreiseitigem Schluss im Osten an. Er besitzt zwei Joche mit seitlichen Nebenchören und Sakristeien. Die ungleich breiten Schiffe wurden gotisch umgebaut und erweitert. Vor den viereckigen Pfeilern des Hauptschiffs sitzen halbrunde Säulen, auf denen die Kreuzrippengewölbe, Gurtbögen und Arkaden zwischen Mittel- und Seitenschiffen ruhen. Die Kapitelle sind meist in Knospenform gehalten, manchmal mit Köpfen und stammen aus der Zeit der Erbauung. Auf der Vierung sitzt ein dreigeschossiger Glockenturm über quadratischem Grundriss im neoromanischen Stil. Gotische Maßwerkfenster erhellen das innere der Kirche. Einfache Strebepfeiler und Wasserspeier bezeugen die Erbauung während der Gotik.

## Ausstattung

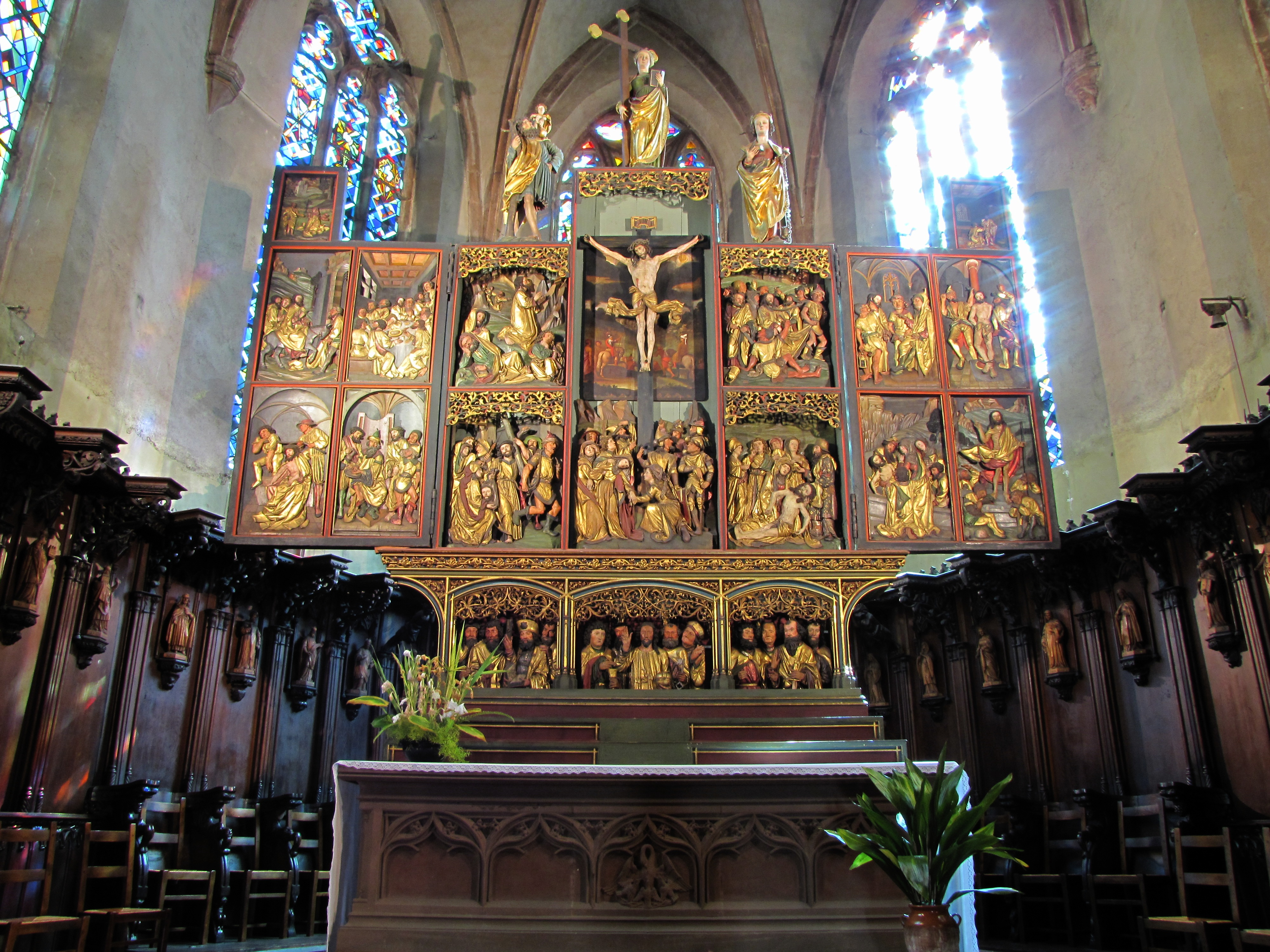
Hochaltar im Chor

Die Ausstattung der Kirche ist überwiegend spätgotisch. Dazu zählen auch zwei Taufsteine, der jüngere mit Tierfiguren, aus dem 15. Jahrhundert. Im nördlichen Querschiff befindet sich ein Heiliges Grab. Unter einer Bogennische liegt der Leichnam Christi, begleitet von drei Frauen und zwei Engeln. Der Urheber ist unbekannt, eine Inschrift verrät allerdings, dass das Kunstwerk 1514 durch Jacob Wirth erneuert und erweitert wurde. Das Chorgestühl wurde im 15. Jahrhundert geschaffen und besitzt geschnitzte Drolerien an Wangen, Miserikordien und Rückwandreliefs. Im spitzbogigen Triumphbogen sitzt ein hölzerner Sturz, auf dem eine Kreuzigungsgruppe eines unbekannten Meisters aus dem 15. Jahrhundert steht. Die beiden barocken Holzaltäre mit Statuen von hl. Joseph und Maria stammen aus dem Spätbarock (18./19. Jahrhundert).
Die Kirche besitzt als Retabel einen Flügelaltar mit geschnitzten Reliefs der Passion Christi. In der Predella sind Christus und die zwölf Apostel abgebildet als Bekrönung sind mehrere Heiligenfiguren dargestellt. Der Altar wurde um 1518 vom Colmarer Hans Bongart (auch „Bongartz“ geschrieben) und seinem Meisterschüler Wendelin Steinbrunn geschaffen. Die Außenseiten wurden 1621 von Mathis Wuest bemalt.

## Orgel
Die Orgel sitzt auf einer hölzernen, halbrund geschwungenen Empore am Westgiebel. Das barocke Orgelprospekt und die Orgel wurden 1720 von Joseph Waltrin geschaffen. 1734 überarbeitete Andreas Silbermann das Instrument. 1770 baute Jacques Besançon die Orgel erneut um. Während der Französischen Revolution wurde die Orgel beschädigt. Diese Schäden reparierte 1807 Joseph Bergäntzel. 1879 baute Martin Rinckenbach die Orgel um und 1958 erneut Ernest Muhleisen.